# Wahlentscheidungshilfe
Eine Wahlentscheidungshilfe (auch Wahl-Empfehlungs-Anwendung, englisch voting advice application) ist eine Entscheidungshilfe bei politischen Wahlen, meist eine Webanwendung.
Teilnehmern politischer Wahlen kann eine solche Anwendung helfen, einen Kandidaten oder eine Partei zu finden, der/die seinen politischen Einstellungen am nächsten kommt.
Wahlentscheidungshilfen werden seit dem Ende des 20. Jahrhunderts eingesetzt. Der niederländische StemWijzer etwa erschien 1989 noch als Papierversion und ist seit 1998 als Online-Version verfügbar.
In Deutschland wurde 2002 der auf dem StemWijzer basierende Wahl-O-Mat eingeführt.
Inzwischen sind Wahlentscheidungshilfen weiter verbreitet: Im Wahlkampf zur Europawahl 2014 waren in 14 Staaten der Europäischen Union nationale Wahl-Empfehlungs-Anwendungen etabliert, bei der nachfolgenden Europawahl 2019 ließen sich bereits in 22 Mitgliedsstaaten individuelle Anwendungen identifizieren, zusätzlich entwickelte das Europäische Hochschulinstitut mit euandi eine transnationale Anwendung. Im Mai 2024 ging zum Europatag dessen EU&I an den Start. Die Anwendung kann in mehr als zwanzig Sprachen genutzt werden.

## Systematiken und Methoden
Die den Wahlentscheidungshilfen gemeinsame Grundfunktionalität ist die Möglichkeit, durch die Bewertung redaktionell vorausgewählter politischer Thesen die eigene Meinungen mit den Meinungen der zur Wahl stehenden Parteien zu vergleichen. Wahlentscheidungshilfen können sich dabei hinsichtlich vieler Merkmale unterscheiden.
Beim Wahl-O-Mat etwa werden die Thesen durch eine Redaktion aus jungen Menschen (unter 26 Jahren) und Wissenschaftlern aufgestellt, den zur Wahl antretenden Parteien zugeschickt und von Stellvertretern beantwortet. Beim Kieskompas dagegen werden die ausführlichen Stellungnahmen zu den Thesen nicht frei von den Parteien beantwortet, sondern durch Quellenangaben belegt. Bei DeinWal.de werden dagegen vergangene, reale Abstimmungen der Parlamente als Grundlage für die Thesen genutzt.
Forschung zu Wahlentscheidungshilfen wurde unter anderem vom ECPR Research Network Voting Advice Applications unter dem Vorsitz von Stefan Marschall und Diego Garzia betrieben. Im Rahmen dieses Forschungsnetzwerks entstand 2014 auch die sogenannte „Lausanne Declaration“, welche Standards und Mindestanforderungen an diese Anwendungen formuliert.

## Beispiele
- DeinWal (Deutschland)[10][11]
- fragdiepartei.at (Österreich)[12]
- KandidierendenCheck (Deutschland)[13][14]
- Kieskompas (Niederlande)
- parteivergleich.eu (Deutschland, Österreich)[15][16]
- Real-O-Mat (Deutschland)
- smartvote (Schweiz)
- Umweltrating (Schweiz)
- Vimentis (Schweiz)
- Voto (Deutschland, Österreich)[17]
- Wahl-Navi (Deutschland)
- Wahl-O-Mat (Deutschland)
- WahlSwiper (Deutschland)
- wahlkabine.at (Österreich)